# Elpis
Elpis (starořecky: ἐλπίς) je v řecké mytologii bohyně naděje. Je popsána jako mladá žena držící květiny či roh hojnosti.
Je pravděpodobně dcerou bohyně Nyx a matkou bohyně slávy a pověsti Feme.
V Hésiodově básni Práce a dni je Elpis poslední věcí na dně Pandóřiny skříňky. Podle toho se neví zda jde o naději a nebo jen o očekávání. Jejím římským protějškem je bohyně Spes.
Je po ní pojmenovaný asteroid 59 Elpis.